# Chemilly-sur-Serein
Chemilly-sur-Serein ist eine französische Gemeinde mit 134 Einwohnern (Stand 1. Januar 2022) im Département Yonne in der Region Bourgogne-Franche-Comté (vor 2016 Bourgogne) im Osten Frankreichs. Die Gemeinde gehört zum Arrondissement Auxerre und zum Kanton Chablis.

## Geografie
Chemilly-sur-Serein liegt etwa 20 Kilometer ostsüdöstlich von Auxerre. Umgeben wird Chemilly-sur-Serein von den Nachbargemeinden Chichée im Norden und Westen, Béru im Nordosten, Poilly-sur-Serein im Osten und Südosten, Lichères-près-Aigremont im Süden, Saint-Cyr-les-Colons im Süden und Südwesten sowie Préhy im Südwesten.
Die Gemeinde liegt im Weinbaugebiet Bourgogne.

## Bevölkerungsentwicklung
| Jahr                      | 1962 | 1968 | 1975 | 1982 | 1990 | 1999 | 2006 | 2013 |
| ------------------------- | ---- | ---- | ---- | ---- | ---- | ---- | ---- | ---- |
| Einwohner                 | 152  | 165  | 169  | 153  | 149  | 172  | 182  | 161  |
| Quelle: Cassini und INSEE |      |      |      |      |      |      |      |      |

## Sehenswürdigkeiten
- Kirche La Décollation de Saint Jean-Baptiste